# Most U Bein
Most U Bein (burmansko ဦး ပိန် တံတား) je most za pešce, ki se razteza čez jezero Taungtaman v bližini Amarapure v Mjanmarju. Dolg je 1,2 kilometra. Zgrajen je bil okoli leta 1850. Verjamejo, da je najstarejši in najdaljši most iz tikovine na svetu. Gradnja se je začela, ko je bilo glavno mesto kraljestva Ava preseljeno v Amarapuro. Ime je dobil ime po županu, ki ga je zgradil. 
Je pomemben prehod za lokalno prebivalstvo in je tudi turistična privlačna točka ter zato pomemben vir dohodka za prodajalce spominkov. Še posebej veliko prometa je julija in avgusta, ko je jezero najvišje.
Most je bil zgrajen iz lesa, predelanega iz nekdanje kraljeve palače v Invi. V vodo je zabitih 1086 stebrov. Nekateri so že nadomeščeni z betonskimi. Čeprav most v glavnem ostaja nedotaknjen, obstaja bojazen, da je vedno več stebrov, ki lahko razpadejo. Nekateri so že popolnoma ločeni od svojih podlag in ostajajo na mestu le zaradi povezave s stranskimi palicami. Škodo so na teh podporah povzročile poplave, pa tudi program za vzrejo rib, danih v jezero, kar je povzročilo, da voda vse bolj miruje. Ministrstvo za kulturo, Oddelek za arheologijo, Narodni muzej in knjižnica ga nameravajo popraviti, ko bodo dokončani načrti za izvedbo.
Od 1. aprila 2013 osem policistov straži most, da bi preprečili kazniva dejanja. Septembra 2013 so poročali o dveh moških, ki sta nadlegovala turiste, zato so ju priprli.

## Konstrukcija
Gradnja se je začela leta 1849 in končala leta 1851. Gradbeni inženirji iz Mjanmarja so pri gradnji mostu uporabljali tradicionalne metode luščenja in merjenja. Po zgodovinskih zapisih o mostu U Bein so inženirji pri meritvah šteli korake.

## Oblika in struktura
Most je bil zgrajen na sredini v krivini, da bi se uprl navalu vetra in vode. Glavni tikovi stebri so bili zabiti v jezersko dno sedem metrov globoko. Drugi deli stebrov so bili oblikovani stožčasto, da so lahko meteorne vode padale navzdol brez težav. Spoji so bili povezani med seboj.
Prvotno je most podpiralo 984 tikovih stebrov, oba pristopa sta bila zgrajena iz opeke. Pozneje sta bila opečna pristopa na most nadomeščena z leseno mostno konstrukcijo. Vzdolž mostu so v enakih presledkih štirje leseni paviljoni. Z dodajanjem pristopnih dveh mostov in štirih paviljonov se je število stebrov povečalo na 1089.
Na mostu je tudi devet prehodov, na katerih se vozišče lahko dvigne, da lahko plujejo skozi tudi veliki čolni in barke. Med stebri je 482 razponov. Skupna dolžina razponov mostu je 1209 metrov.